# Police Academy 3 – … und keiner kann sie bremsen
Police Academy 3 – … und keiner kann sie bremsen ist der dritte Film aus der Police-Academy-Reihe. Er stammt aus dem Jahr 1986. Er spielte rund 43 Millionen US-Dollar ein und damit weniger als die ersten beiden Teile. Auch wird er im Allgemeinen schlechter bewertet als seine Vorgänger. Dennoch ist er einer der erfolgreicheren der Serie. Der Film startete am 10. April 1986 in den bundesdeutschen Kinos. Es ist der letzte Film des Regisseurs Jerry Paris, welcher nach den Dreharbeiten verstarb.

## Handlung

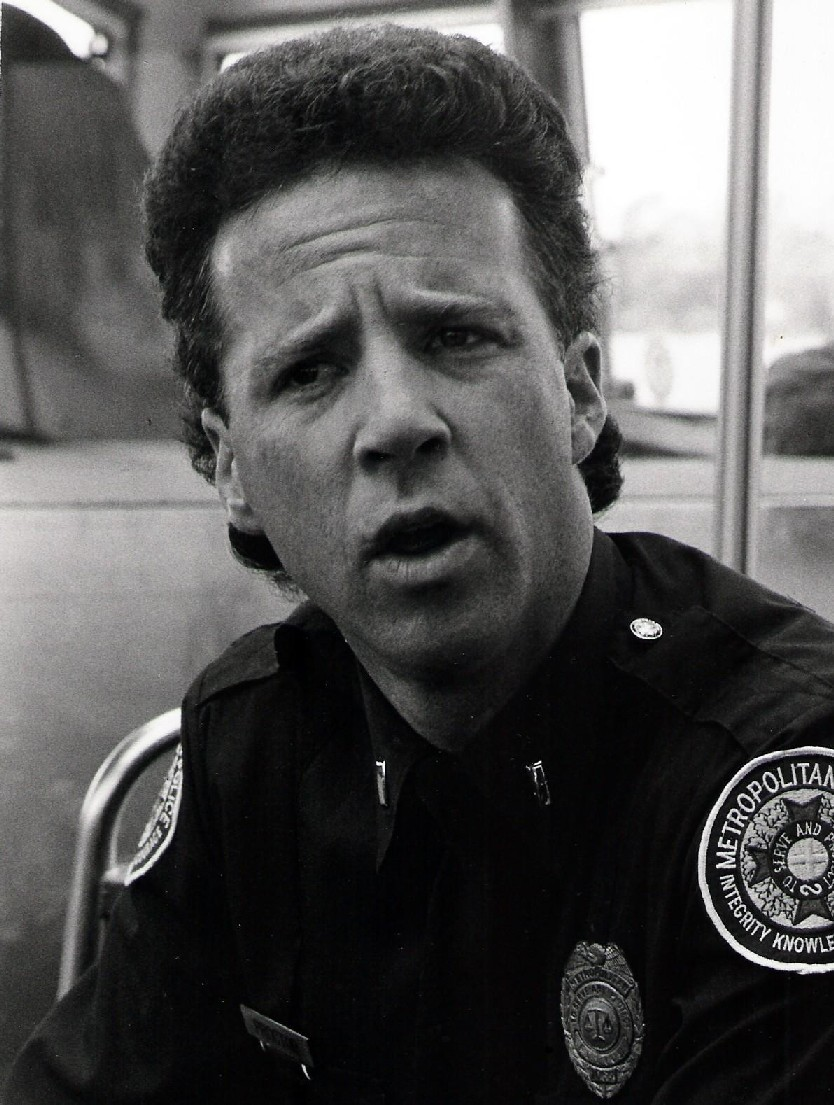
Zum zweiten Mal zu sehen: Lance Kinsey

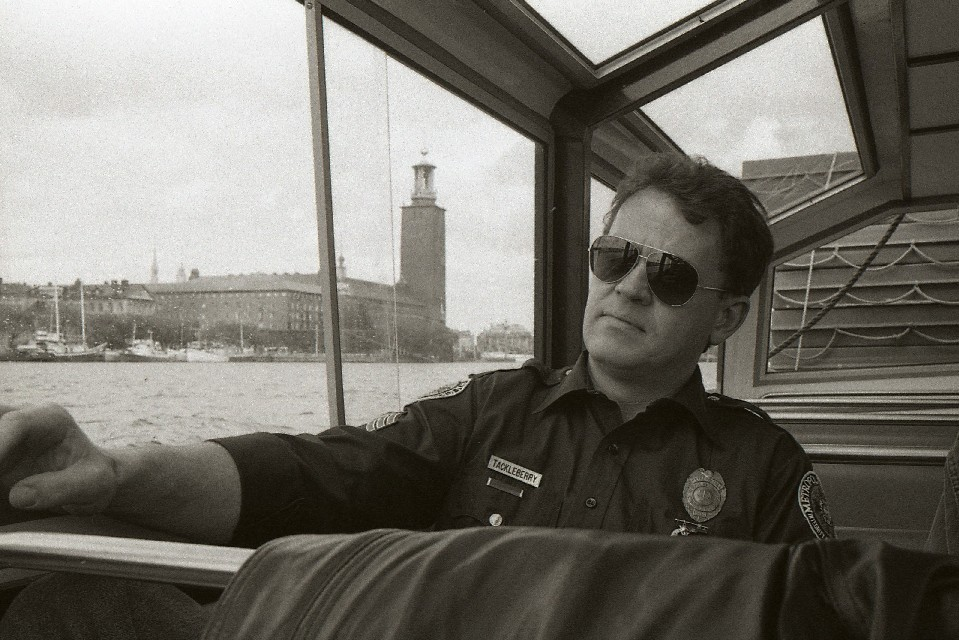
Spielt einen der Ausbilder: David Graf alias Eugene Tackleberry

Der Bundesstaat, in dem sich die Police Academy befindet, hat derzeit zwei Polizeischulen. Zum einen Lassards Akademie, zum anderen eine Akademie, die von Commandant Mauser (bekannt aus dem vorigen Film) geleitet wird. Wie der Gouverneur des Staates bei der Abschlussveranstaltung verkündet, wurde beschlossen, eine der beiden Akademien zu schließen. Ein unabhängiges Komitee soll die Ausbildung bewerten und entscheiden, welche dies sein wird.
Mauser heuert Copeland und Blankes an, damit diese als seine Informanten in Lassards Akademie agieren und dafür sorgen, dass seine Akademie gewinnt. Er versucht außerdem, sich beim Komitee, Gouverneur und Commissioner Hurst einzuschmeicheln. Lassard hingegen beschließt, angesichts dieser Herausforderung seine besten Absolventen um Hilfe zu fragen – zu ihnen gehören fast alle Hauptfiguren des ersten Films.
Die aus dem ersten Film bekannte Mrs. Fackler ist gegen den Wunsch ihres Gatten Douglas unter den neuen Rekruten. Weiterhin sind einige aus dem vorigen Film bekannte Figuren dabei: der Ladenbesitzer Sweetchuck, der ehemalige Bandenchef Zed und Tackleberrys Schwager Bud. Hinzu kommen drei weitere Kadetten: Hedges, ein reicher Geschäftsmann, Karen Adams, eine attraktive Blondine, die von Mahoney umworben wird und ihm letztendlich auch näher kommt, und der japanische Austauschkadett Nogata, der zuerst bei Mauser landet, welcher ihn aber nicht haben will und ihn daraufhin zu Lassard schickt. Nogata verliebt sich beim Training in Callahan, und es funkt zwischen den beiden. Zed ist mit Sweetchuck auf einer Stube und terrorisiert ihn ständig. Nach einigen Vorfällen will Sweetchuck die Ausbildung abbrechen, doch Tackleberry überzeugt ihn, zu bleiben.
Das erste Training verläuft mäßig. Copeland und Blankes schikanieren die Kadetten. Mit wenigen Ausnahmen sind die Leistungen miserabel, was auch vom Komitee beobachtet wird. Ein offizieller Boxkampf zwischen Bud Kirkland und einem Vertreter von Mausers Akademie geht aber mit einem Sieg für Lassards Akademie aus.
Blankes und Copeland schicken die unvorbereiteten Kadetten auf Anweisung Mausers zu früh ins Praktikum. Es ist wiederum eine Katastrophe. Eine Tätergegenüberstellung eskaliert, Zeds ehemalige Gang verängstigt ein älteres weibliches Komiteemitglied, und Mrs. Fackler legt bei einer Verfolgungsjagd ein Polizeiauto aufs Dach, in dem auch zwei Komiteemitglieder sitzen. Copeland und Blankes manipulieren Einsatzbefehle sowie das Computersystem in der Einsatzzentrale, enttarnen sich damit aber als Saboteure.
Der letzte Praktikumstag soll die Entscheidung bringen. Kadetten beider Schulen sollen den Gouverneur auf eine Veranstaltung in einem Yacht-Club begleiten. Hedges ist als Vertreter Lassards dabei und kann noch rechtzeitig Mahoney alarmieren, als er die Vorbereitungen zu einem Überfall sieht. Mausers Kadetten hingegen verlieren die Nerven, als der Überfall stattfindet, und die Verbrecher kidnappen den Gouverneur. Mahoney eilt auf Befehl Lassards mit seinen Kollegen und den Kadetten zur Hilfe. Nach einer Verfolgungsjagd gelingt die Rettung des Gouverneurs, und mit seiner persönlichen Befürwortung gewinnt Lassards Akademie den Wettbewerb.

## Einordnung
Der Grundzug der meisten Police-Academy-Filme, dass die Hauptpersonen zunächst viele Fehlschläge erleben, aber die Sache durch mutiges Handeln zum Guten wenden, findet sich hier auch wieder. Wie im ersten Film sind es hier Polizeikadetten, die anfangs komplett in ihrer Ausbildung versagen. Die bekannten Figuren aus den ersten beiden Filmen werden hierbei als Ausbilder übernommen. Das Konzept kommt in ähnlicher Form im vierten Film zum Einsatz. Eigentlich sollten der dritte und der vierte Film nacheinander gedreht werden, da aber der Regisseur Jerry Paris verstarb, kam es zu einer Verzögerung.
Die im zweiten Film eingeführten Figuren werden fortgeführt. Die Familie Kirkland, Zed, Sweetchuck und Proctor werden als fester Bestandteil verankert und teilweise bis in den sechsten Film hinein weitergeführt. Dies führt dazu, dass hier 19 der insgesamt 24 wiederkehrenden Figuren auftreten – nur der vierte Film kommt nochmals auf so eine hohe Zahl.
Der Film enthält einige Parallelen zum ersten Film. Wiederum beginnt Callahan eine Affäre mit einem Kadetten. Auch dass sich Mahoney einer attraktiven Kadettin nähert, gab es schon im ersten Film.
Eine direkte Anspielung auf den ersten Film ist, dass Douglas Fackler versucht, seine Frau an einer Karriere in der Polizei zu hindern und dann auf der Motorhaube liegend den ganzen Weg bis zur Akademie mitfährt. Nahezu identische Szenen gab es auch im ersten Film, nur dass dort Mrs. Fackler auf dem Dach lag und Douglas das Auto fuhr.
Eine weitere Fortsetzung ist das neuerliche Auftauchen der Blue Oyster Bar.
Dieser Film enthält einige Szenen mit Betonung auf Fragen der Diskriminierung und Geschlechtergleichstellung. So will Douglas Fackler seine Frau mit dem Argument überzeugen, dass Polizeiarbeit gefährlich und ihr Platz als seine Frau zuhause sei, was sie aber nicht davon abhält. Hedges behandelt bei seiner Ankunft den Afroamerikaner Moses Hightower wie einen Portier. Dieser weist ihn sofort in seine Schranken.

## Personen
Siehe auch: Wiederkehrende Figuren in Police Academy.
In keinem anderen Police-Academy-Film wird so stark auf bekannte Charaktere zurückgegriffen wie in diesem. Die meisten der aus den ersten zwei Filmen bekannten Personen tauchen wieder auf. Insbesondere die Figur der Debbie Callahan kehrt zurück und kommt in allen weiteren Filmen vor. Zed und Sweetchuck kehren in ihren neuen Rollen als Polizeikadetten zurück. Einzig Nogata wird neu eingeführt und hat nochmals einen Auftritt im Nachfolger.
Es finden sich daher nur wenige Personen, die nur einmalig zu sehen sind:
- Karen Adams (Shawn Weatherly): Die attraktive Kadettin ist von Anfang an Ziel der Flirtambitionen Mahoneys. Sie gibt dem aber nicht sofort nach, auch wenn klar ist, dass die beiden einander sympathisch sind.
- Hedges (David Hubland): Er ist Kadett und zeigt deutliche snobistische Züge, die auch an den amerikanischen Geldadel erinnern. So lässt er sich von seinem Chauffeur zur Akademie bringen, hört währenddessen Börsennachrichten und raucht Zigaretten mit einem Mundstück. Seine erste Szene erinnert stark an eine Szene mit Karen Thompson im ersten Film. Er ist allerdings nicht ihr männliches Äquivalent, sondern taucht im Mittelteil des Films kaum noch auf. Erst am Ende ist er wieder zu sehen, weil er derjenige ist, der die Vorgänge im Yachtclub entdeckt und Alarm schlägt.
- Gouverneur Neilson (Ed Nelson): Er verkündet, dass der Staat eine Akademie schließen möchte. Gegen Ende des Films entführen ihn Gangster. Die Kadetten Lassards eilen zu seiner Rettung, was ihnen auch gelingt.
- Axtmörder (Doug Lennox)

## Trivia
Im Film wird die berühmte Duschszene aus Alfred Hitchcocks Thriller Psycho (1960) persifliert. Sweetchuck schlüpft hier in die Rolle der Marion Crane, Zed übernimmt mit einer Zahnpastatube den bösen Norman Bates.

## Kritik
Der Film wird zu den besseren der Serie gezählt. Bei Rotten Tomatoes landet er mit 40 Prozent guten Bewertungen (Stand: 30. Dezember 2019) sogar noch vor seinem Vorgänger. Bei der IMDb jedoch reiht er sich in den allgemeinen Trend ein, dass jeder Film der Reihe schlechter bewertet wird als sein jeweiliger Vorgänger, denn dort wurde er mit durchschnittlich 5,4 von 10 möglichen Punkten (Stand: 30. Dezember 2019) bewertet.

„Dritter Aufguß der amerikanischen Slapstick-Reihe, inszeniert nach den Mustern der Vorläufer. Polternder Humor und bemüht wirkende Scherze lassen jeden Anflug von Witz im Keim ersticken.“

## Synchronisation
Die deutsche Synchronisation des Films übernahm Berliner Synchron GmbH Wenzel Lüdecke in Berlin, nach einem Dialogbuch und unter der Dialogregie von Arne Elsholtz. Christian Tramiz übernahm dabei wie bereits im Vorgänger eine Doppelrolle, indem er sowohl Proctor als auch Zed synchronisierte.
| Rolle                   | Schauspieler        | Synchronsprecher       |
| ----------------------- | ------------------- | ---------------------- |
| Sgt. Carey Mahoney      | Steve Guttenberg    | Arne Elsholtz          |
| Cpt. Mauser             | Art Metrano         | Joachim Kerzel         |
| Lassard                 | George Gaynes       | Friedich W. Bauschulte |
| Sgt. Larvell Jones      | Michael Winslow     | Ronald Nitschke        |
| Sgt. Eugene Tackleberry | David Graf          | Michael Nowka          |
| Sgt. Douglas Fackler    | Bruce Mahler        | Stefan Krause          |
| Sgt. Laverne Hook       | Marion Ramsey       | Philine Peters-Arnolds |
| Sgt. Moses Hightower    | Bubba Smith         | Michael Chevalier      |
| Cpt. Proctor            | Lance Kinsey        | Christian Tramitz      |
| Cadet Zed               | Bobcat Goldthwait   | Christian Tramitz      |
| Cadet Sweetchuck        | Tim Kazurinsky      | Wilfried Herbst        |
| Chief Hurst             | George R. Roberston | Eric Vaessen           |